# Mo Mowlam
Marjorie Mowlam dite Mo Mowlam est une femme politique britannique, née le 18 septembre 1949 à Watford et morte le 19 août 2005 à Canterbury. Elle a été notamment chargée du dossier nord-irlandais au sein du gouvernement du travailliste Tony Blair, et a joué un rôle déterminant dans le processus de paix en Irlande du Nord en 1998.

## Biographie
Marjolie Mowlames ( «Mo» est un surnom ) est née en 1949 à Watford, ville située à une trentaine de kilomètres au nord-ouest de Londres,. Elle étudie à l'université de Durham la sociologie et l'anthropologie, et adhère au parti travailliste.
Elle travaille pour Tony Benn, alors député (travailliste), à Londres. Elle s'installe aux États-Unis avec son petit ami de l'époque et obtient un doctorat en sciences politiques à l'université de l'Iowa. Elle y travaille aussi pour l'écrivain américain Alvin Toffler à New York. Revenue en Grande-Gretagne, elle devient professeure à l'Université de Newcastle upon Tyne.
Elle est élue député dans une circonscription ouvrière, à Redcar, en 1987,, à un moment où le parti travailliste est au plus bas. Elle devient le porte-parole du Labour  pour l'Irlande du Nord, cette même année 1987. Sa popularité auprès des militants de base lui vaut de rejoindre le cabinet fantôme (en anglais : shadow cabinet) travailliste, lorsque John Smith est choisi comme leader de ce Parti travailliste en 1992. Elle y a le titre de Secrétaire d'État du Shadow pour le patrimoine national. À cette époque, elle se met à dos les monarchistes et les républicains en proposant, pour résoudre les problèmes financiers de la Maison de Windsor, la vente du palais de Buckingham et l'utilisation d'un palais « moderne ». Elle est directe, avec un grand sens du contact, et a «un visage rond, enjoué puis renfermé, une forte carrure, un regard bleu, un désintérêt total pour son apparence et une dégaine de cheftaine forte en gouaille». 
Après la mort de John Smith en 1994, Marjolie Mowlam devient l'un des principaux organisateurs de la campagne de Tony Blair pour la direction du Labour. Après sa victoire, Tony Blair la nomme secrétaire d'État du Shadow pour l'Irlande du Nord. Elle résiste tout d'abord à cette nomination (elle aurait préféré un portefeuille économique), mais, après avoir accepté, elle s'investit à fond dans ce poste. 
Après le retour du Labour, dirigé par Tony Blair, au pouvoir, à la suite des élections législatives de  1997, elle devient secrétaire britannique pour l'Irlande du Nord, première femme à occuper ce poste ministériel à haut risque. Elle se démène pour renouer le fil du dialogue entre les adversaires, en Ulster. Réputée pour son franc-parler et son courage, elle applique ce même franc-parler à sa situation : elle  révèle ainsi à l'époque qu'elle suit un traitement de chimiothérapie contre un cancer qui l'a laissé sans cheveux, d'où une étonnante perruque blonde. Elle n'hésite pas à enlever cette perruque, d'un geste spectaculaire, pour la poser sur la table au milieu d'une négociation si cela la gêne. Elle joue un rôle décisif dans le processus aboutissant à l'accord dit Accord du Vendredi saint, réussissant à faire accepter par les protagonistes irlandais des clauses précédemment refusées, réussissant à trouver une voix pour la pacification là où ses prédécesseurs avaient échoué. 
Elle se retire ensuite du monde politique. Elle meurt en 2005, à l'âge de 55 ans, des suites de la maladie,.
Un téléfilm produit par Channel 4 et ITV Studios lui est consacré en 2010 : Mo avec Julie Walters dans le rôle principal.